# Tococa platyphylla
Tococa platyphylla là một loài thực vật có hoa trong họ Mua. Loài này được Benth. miêu tả khoa học đầu tiên năm 1845.